# ジャン＝ロドルフ・カールス
ジャン＝ロドルフ・カールス（Jean-Rodolphe Kars, 1947年3月15日 - ）は、インド出身のピアノ奏者。
コルカタの生まれ。父グスタフは、上海生まれの音楽学者で、1938年にオーストリアからインドに亡命してきたユダヤ人であった。1歳の時にフランスに移り住み、7歳からピアノを学び始める。1958年から1964年までパリ国立高等音楽・舞踊学校でジャン・ドワイアンとジャンヌ・マルションにピアノを学び、ジュリアス・カッチェンやジャン・ファッシーナらの薫陶も受けた。1966年のリーズ国際ピアノ・コンクールでは4位入賞し、1968年にはオリヴィエ・メシアン国際ピアノ・コンクールで優勝した。1977年にカトリックに改宗。1986年に演奏活動から身を引き、聖職者に転職した。